# Philippe Ier du Palatinat
Pour les articles homonymes, voir Philippe Ier.
Philippe Ier l'Ingénu (Philipp der Aufrichtige en allemand) (né le 14 juillet 1448 à Heidelberg, mort le 28 février 1508 à Germersheim), issu de la famille des Wittelsbach, fut comte palatin du Rhin de 1476 à 1508.

## Biographie
Il est le fils du comte Louis IV (fils de Louis III du Palatinat) et Marguerite de Savoie.
Louis IV meurt alors qu'il n'a qu'un an et Philippe Ier est placé sous la tutelle de son oncle, le comte Frédéric Ier, qui l'adopte par la suite. En 1474, il épouse Marguerite de Bavière-Landshut, fille du duc Louis IX de Bavière, et reçoit l'Oberpfalz. Après le décès de son père adoptif en 1476, Philippe devient lui-même comte palatin du Rhin.
En 1481, Philippe va chercher l'humaniste Jean de Dalberg pour le nommer évêque de Worms et chancelier de l'université de Heidelberg. 
En 1490, le Palatinat-Mosbach-Neumarkt sont à nouveau rattachés au Palatinat du Rhin par acte de donation de son cousin Otto II de Palatinat-Mosbach, dit « le mathématicien », sans enfant, qui souhaite se retirer pour étudier. 
Après la guerre de Succession de Landshut (1503-1505), à laquelle Philippe a participé en attaquant Landshut en 1504, son fils Frédéric II peut administrer le duché de Palatinat-Neuburg nouvellement créé.
En 1508, Philippe meurt à Germersheim et est enterré à l'église du Saint-Esprit de Heidelberg. Son fils aîné Louis V lui succède.

## Mariage et enfants
Il épouse en 1474 Marguerite de Bavière, fille de Louis IX de Bavière-Landshut, dont il a:
- Louis V du Palatinat 1478-1544, électeur Palatin.

- Philippe du Palatinat, 1480-1541, évêque de Freising.

- Robert du Palatinat (1481-1504) (en), marié à sa cousine germaine Élisabeth de Bavière (1478-1504) (en), fille du duc Georges de Bavière-Landshut. Ce mariage, qui le fit héritier de son oncle maternel et beau-père, fut la raison de son implication dans la guerre de Succession de Landshut, pendant laquelle il décéda. Au terme de cette guerre (1505), son fils Othon-Henri du Palatinat devint duc de Palatinat-Neubourg.

- Frédéric II du Palatinat, 1482-1556, qui succède à son frère Louis V du Palatinat comme électeur Palatin.

- Élisabeth du Palatinat, 1483-1522, qui épouse en premières noces le Landgrave de Haute-Hesse Guillaume III de Hesse, et en secondes noces Philippe Ier de Bade, fils du margrave Christophe Ier de Bade.

- Georges, 1486-1529, prince-évêque de Spire.

- Henri, 1487-1552, prince-évêque d'Utrecht.

- Jean, 1488-1538, prince-évêque de Ratisbonne.

- Amélie du Palatinat (en), 1490-1524, qui épouse le duc Georges de Poméranie, fils du duc Bogusław X de Poméranie

- Hélène du Palatinat (en), 1493-1524, qui épouse le duc Henri V de Mecklembourg-Schwerin.

- Guillaume, 1494-1558, comte palatin de Neumarkt.

- Catherine, 1499-1526, abbesse à Neubourg.